# Primeiro Congresso Nacional da Venezuela

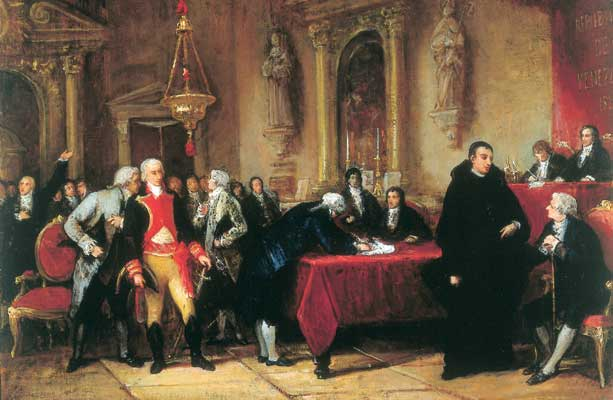
Os deputados do Primeiro Congresso no momento da ratificação da Ata de Independência, por Tovar y Tovar.

O Primeiro Congresso Nacional foi o primeiro governo da Venezuela e o primeiro congresso da América Latina independente. Foi criado em 2 de março de 1811 em substituição à Capitania-Geral da Venezuela, durante o exílio de Fernando VII e o reinado de José Bonaparte sobre a Espanha. O Primeiro Congresso compreendia 43 deputados que representavam, de certa forma, a elite colonial. 
Em 5 de julho de 1811, os deputados reunidos optaram por declarar independência política do Império Espanhol e constituíram a chamada "Confederação Americana da Venezuela". O Congresso foi dissolvido em 1812 devido ao fim da Primeira República da Venezuela. 